# C.J. Graham
Courtesy C.J. Graham, znany zdrobniale jako C.J. Graham – amerykański aktor i kaskader, szósty z kolei odtwórca roli psychopatycznego Jasona Voorheesa w serii Piątek, trzynastego.
W latach 1974–1978 był członkiem Sił Zbrojnych Stanów Zjednoczonych.